# Unieważnienie małżeństwa
Ten artykuł należy dopracować:

przedstawiono sytuację tylko z polskiej perspektywy – artykuł powinien być przekrojowy.
Pomóż go poprawić. Na stronie dyskusji mogą znajdywać się pomocne komentarze.
Unieważnienie małżeństwa – instytucja prawa rodzinnego. Według polskiego Kodeksu rodzinnego i opiekuńczego małżeństwo może być unieważnione konstytutywnym wyrokiem sądu. Dopóki nie stanie się on prawomocny, małżeństwo zawarte wbrew zakazowi istnieje i korzysta z pełnej ochrony prawnej. Do skutków unieważnienia małżeństwa w zakresie stosunku małżonków do wspólnych dzieci oraz w zakresie stosunków majątkowych między małżonkami stosuje się odpowiednio przepisy o rozwodzie.

## Przyczyny unieważnienia
Przyczyny unieważnienia małżeństwa można podzielić na trzy grupy:
Przeszkody małżeńskie
- wiek (mniej niż 18 lat)
- ubezwłasnowolnienie całkowite
- choroba psychiczna
- bigamia
- pokrewieństwo (w linii prostej oraz rodzeństwo)
- powinowactwo (w linii prostej)
- przysposobienie

Wady oświadczeń woli
- brak świadomości (conscientia)
- błąd co do tożsamości drugiej strony
- wpływ bezprawnej groźby drugiej strony lub osoby trzeciej na wyrażenie woli, jeżeli z okoliczności wynika, że składający oświadczenie mógł się obawiać, że jemu samemu lub innej osobie grozi poważne niebezpieczeństwo osobiste (wymuszone małżeństwo)

Niedostatki pełnomocnictwa
Niedostatki pełnomocnictwa udzielonego do zawarcia małżeństwa:
- brak zezwolenia sądu na złożenie oświadczenia o wstąpieniu w związek małżeński przez pełnomocnika
- pełnomocnictwo nieważne
- pełnomocnictwo skutecznie odwołane

## Legitymacja czynna w procesie o unieważnienie
Legitymacja czynna w procesie o unieważnienie małżeństwa, uzależniona jest od przyczyny unieważnienia.
- w przypadku unieważnienia małżeństwa z powodu przeszkody wieku, ubezwłasnowolnienia, choroby psychicznej, powinowactwa i przysposobienia – tylko małżonkowie
- w przypadku bigamii i pokrewieństwa – każdy, kto ma w tym interes prawny (np. małżonek i dzieci z poprzedniego małżeństwa w przypadku bigamii)
- w przypadku przeszkody wieku, gdy kobieta zaszła w ciążę – tylko ona
- w przypadku wadliwości związanych z pełnomocnictwem – tylko małżonek, który udzielił tego pełnomocnictwa
- w przypadku wad oświadczeń woli – tylko małżonek, który złożył oświadczenie dotknięte wadą.

Ponadto powództwo o unieważnienie małżeństwa w każdym przypadku może wytoczyć prokurator, Rzecznik Praw Obywatelskich i Rzecznik Praw Dziecka (odpowiednio: na podstawie art. 22 k.r.o., art. 14 pkt 4 ustawy o RPO i art. 10 ust. 1 pkt 3 ustawy o RPD).

## Konwalidacja małżeństwa
Gdy okoliczność, ze względu na którą małżeństwo było zakazane ustała, występuje konwalidacja małżeństwa. Powoduje to, iż małżeństwo zawarte mimo istnienia przeszkody nie może być unieważnione. Okoliczności prowadzące do konwalidacji można podzielić na cztery grupy:
1. Ustanie przeszkód małżeńskich
  - wiek – osiągnięcie wymaganego wieku przed wytoczeniem powództwa
  - ubezwłasnowolnienie – gdy zostało uchylone
  - bigamia – jeśli poprzednie małżeństwo ustało lub zostało unieważnione (z wyjątkiem sytuacji gdy małżeństwo ustało przez śmierć osoby, która zawarła ponowne małżeństwo)
  - przysposobienie – gdy stosunek przysposobienia ustał
2. Fakt nawiązania przez małżonków pożycia, mimo wadliwości związanych z pełnomocnictwem
3. Upływ terminów do wytoczenia powództwa o unieważnienie małżeństwa z powodu wad oświadczeń o wstąpieniu w związek małżeński – 6 miesięcy od ustania stanu wyłączającego świadome wyrażenie woli albo od wykrycia błędu albo od ustania stanu obawy wywołanej groźbą, a w każdym wypadku 3 lata od zawarcia małżeństwa
4. Zakaz unieważnienia małżeństwa po jego ustaniu. Od tej zasady istnieją dwa wyjątki – można unieważnić małżeństwo mimo jego ustania:
  - gdy zostało zawarte pomimo występowania przeszkody pokrewieństwa lub bigamii
  - gdy ustało z powodu śmierci jednego z małżonków, jeżeli śmierć nastąpiła w czasie po wytoczeniu powództwa o unieważnienie